# 短角龍屬
短角龍屬（學名：Brachyceratops）是角龍科恐龍的一屬，是種植食性恐龍，生存於上白堊紀。牠們的化石都是幼年個體的部分身體骨骼，發現於加拿大的艾伯塔省及美國的蒙大拿州。
在過去被編入於短角龍的標本，都是幼年個體化石，其中一個目前被改歸類於刺叢龍（Rubeosaurus）。

## 發現及物種

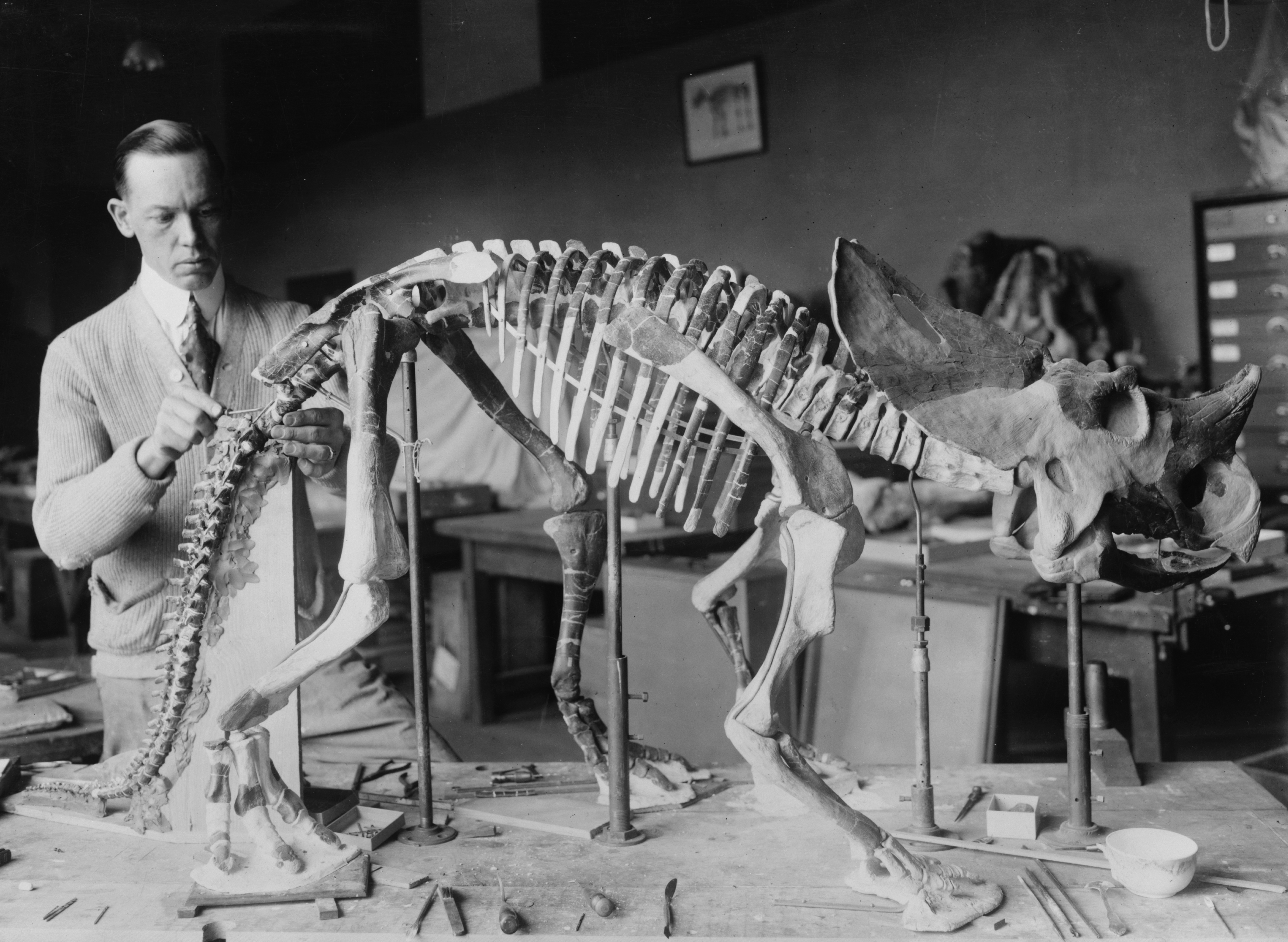
古動物學家Norman Ross在正處理、架設短角龍標本

在1913年8月，查爾斯·懷特尼·吉爾摩爾（Charles Whitney Gilmore）在蒙大拿州提頓縣的黑腳印地安保留區發現這些化石，隔年將化石簡略描述、命名，模式種是蒙大拿短角龍（B. montanensis）。屬名在古希臘文意為「短的有角面孔」；種名則是以蒙大拿州為名。化石發現處屬於雙麥迪遜組，地質年代約7400萬年前，是種稀有的角龍類恐龍。
短角龍的化石是群混雜、關節脫落的不完整化石，來自於五個幼年個體，身長約1.5公尺，可能是同一巢穴的同伴。正模標本（編號USNM 7951）是一個部分頭顱骨。副模標本有三個，分別是：一個口鼻部、一個部分身體骨骼與頭顱骨、以及一個腳掌化石。在1917年，吉爾摩爾公佈一份短角龍的專題論文，並完整重建其身體骨骼。這些化石目前存放在華盛頓的史密森尼博物院。
在1939年，吉爾摩爾在1哩外發現另一頭亞成年的大型標本（編號USNM 14765），並編入於短角龍。短角龍有可能是其他已知角龍類的未成年個體，例如生存於相同環境、年代的獨角龍。在2011年，數個研究發現體形較大的亞成年個體標本有足夠差異，目前被視為刺叢龍（Rubeosaurus）的幼年個體。

## 頭顱骨

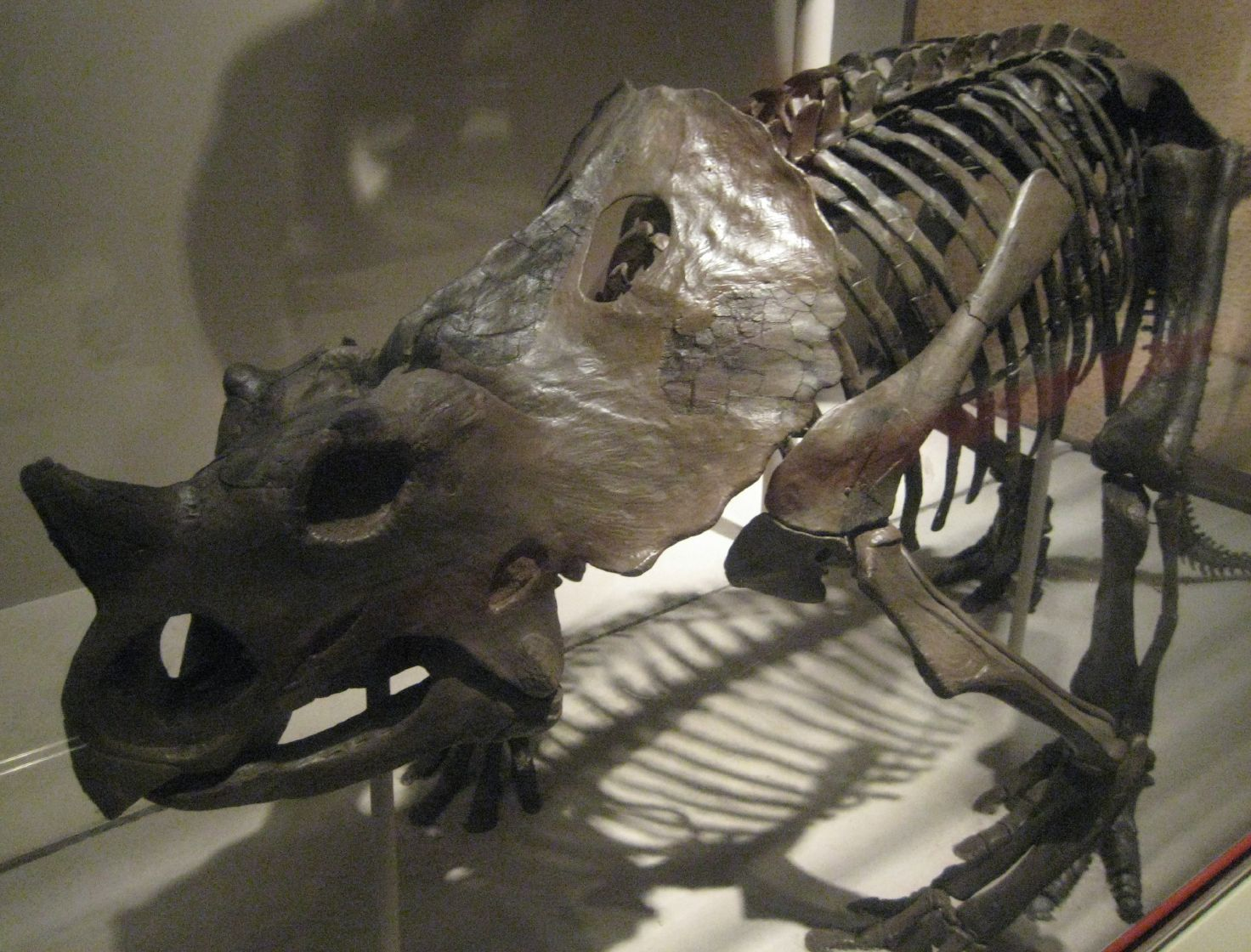
幼年短角龍的骨架模型，位於華盛頓自然歷史博物館

在這五個標本中，只有一個頭顱骨，且是與其身體分離，且為碎片。另外，該頭顱骨的眼睛上方有小型的隆起，並不像三角龍般有額角。牠的鼻角厚而且低矮。牠的頸部頭盾一般的大，但是其化石標本卻不完整，這很難確定那裡是否有洞孔。

## 分類
短角龍屬於角龍亞目，角龍亞目恐龍是群植食性恐龍，擁有類似鸚鵡的喙狀嘴，生存於白堊紀的北美洲與亞洲。所有的角龍類恐龍在白堊紀末期滅絕。
短角龍屬於尖角龍亞科，由於化石只有幼年個體，很難確定牠們在尖角龍亞科的位置。在1997年，Scott Sampson等人重新研究短角龍的化石，提出牠們是其他尖角龍科的幼年個體。但是，許多可分辨角龍類物種的特徵，要到成年時才會出現、明顯，因此Scott Sampson等人提出短角龍是個疑名。在2007年，Michael J. Ryan等人提出短角龍可能是卵圓戟龍（S. ovatus）的幼年個體；卵圓戟龍目前是獨立屬，刺叢龍（Rubeosaurus）。在2011年的一份研究，發現短角龍的亞成年標本（編號USNM 14765）具有某些自衍徵，而且同樣可見於刺叢龍。同份研究也指出，短角龍的正模標本不完整、是個幼年個體，因此缺乏可鑑定特徵，因此提出短角龍是個疑名，而且無法歸類於刺叢龍的次異名。

## 食性
如同所有角龍類恐龍，短角龍是植食性恐龍。在白堊紀期間，開花植物的地理範圍有限，所以短角龍可能以當時的優勢植物為食，例如：蕨類、蘇鐵、針葉樹。牠們可能使用銳利的喙狀嘴咬下樹葉或針葉。

## 近親
短角龍的近親包含：愛氏角龍、尖角龍、獨角龍、戟龍、厚鼻龍。

## 外部連結
- Groups of Dinosaurs Visiting Drumheller